# Florennes
Florennes (francouzská výslovnost: [flɔ.ʁɛn], valonsky Florene) je belgická obec nacházející se ve Valonsku v okrese Philippeville. Obec má celkem přibližně 11 tisíc obyvatel s celkovou rozlohou 133,55 km².
Obec se skládá z následujících okresů: Corenne, Flavion, Florennes, Hanzinelle, Hanzinne, Hemptinne, Morialmé, Morville, Rosée, Saint-Aubin a Thy-le-Bauduin.
V katastru obce se nachází vojenská letecká základna Florennes, která je domovskou základnou pro stíhačky General Dynamics F-16 Fighting Falcon. V obci se každoročně první víkend v červenci pořádá velký festival lidové turistiky, kterého se účastní několik tisíc turistů. Zdejšími slavnými rodáky jsou cyklisté Firmin Lambot, který v roce 1919 a 1922 vyhrál Tour de France, a Léon Scieur, který tento závod vyhrál v roce 1921.
Obec byla dříve sídlem opatství Florennes, na jehož zakázku byl ve 13. století vyroben relikviář svatého Maura. Opatství s klášterem bylo zrušeno během francouzské revoluce. Pozůstatky kláštera zcela zanikly. V obci se nachází zámek, který do roku 1893 patřil rodu Beaufort-Spontin.

## Galerie

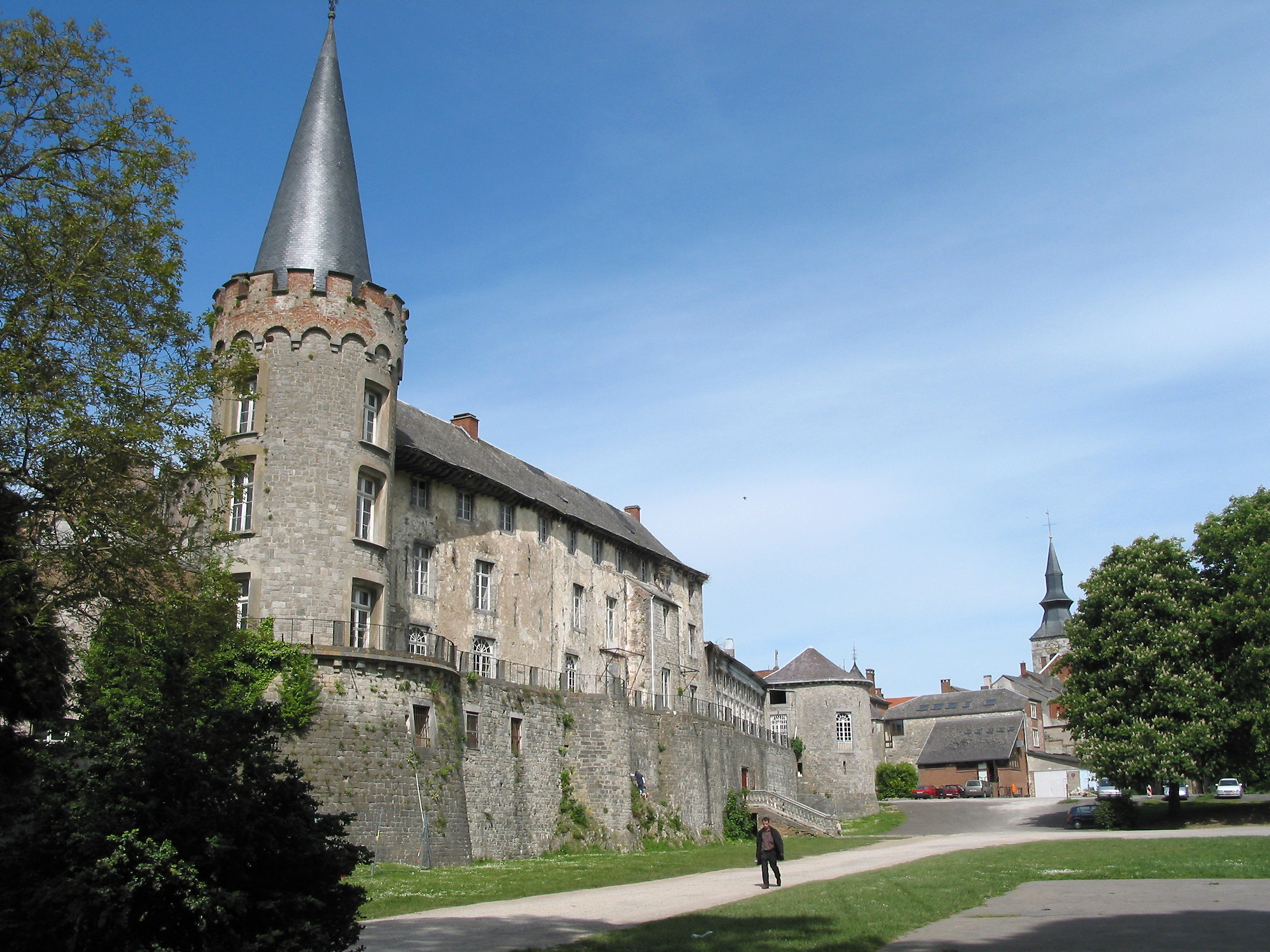
Zámek rodu Beaufort-Spontinové
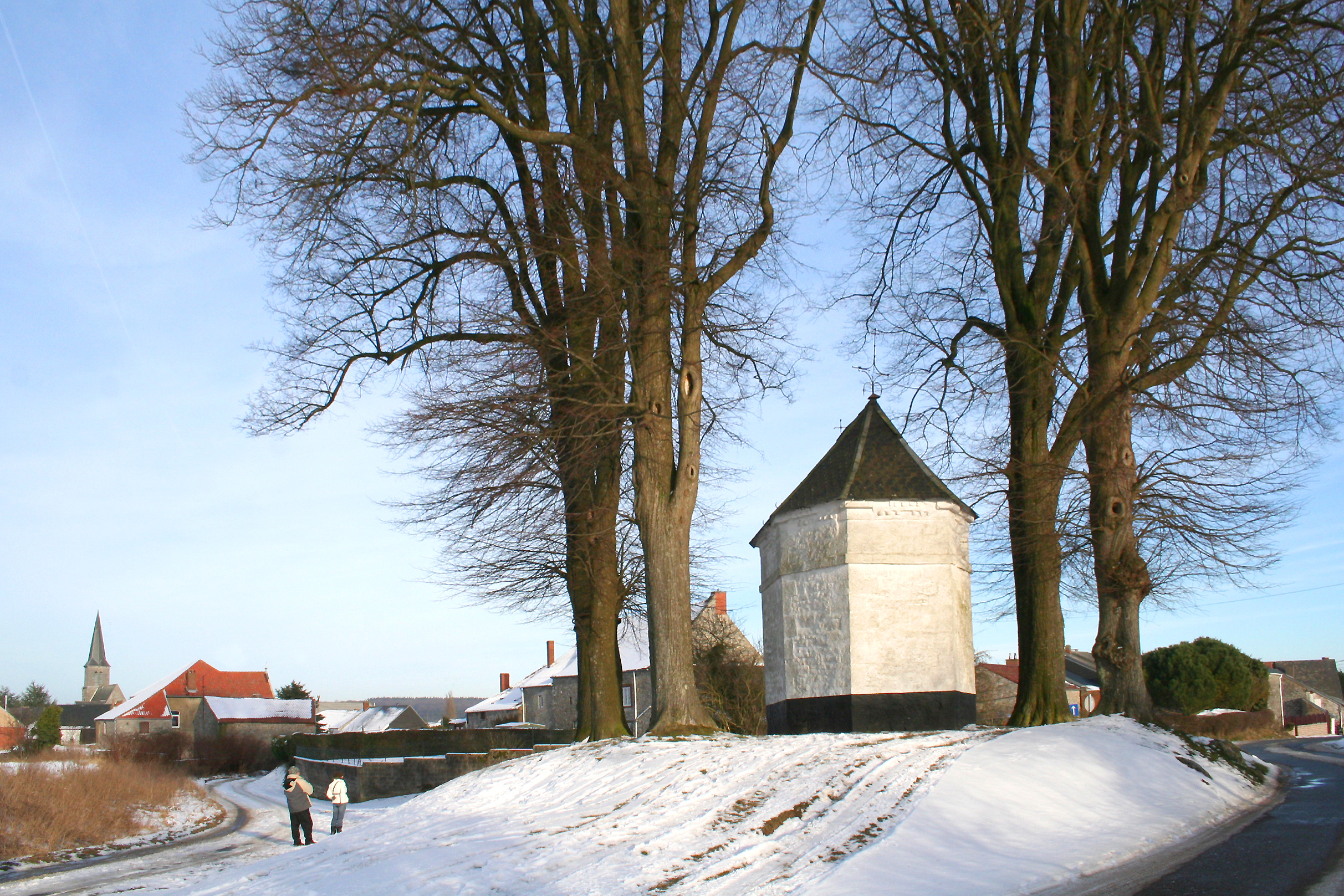
Kaple svatého Ogara, Hanzinne
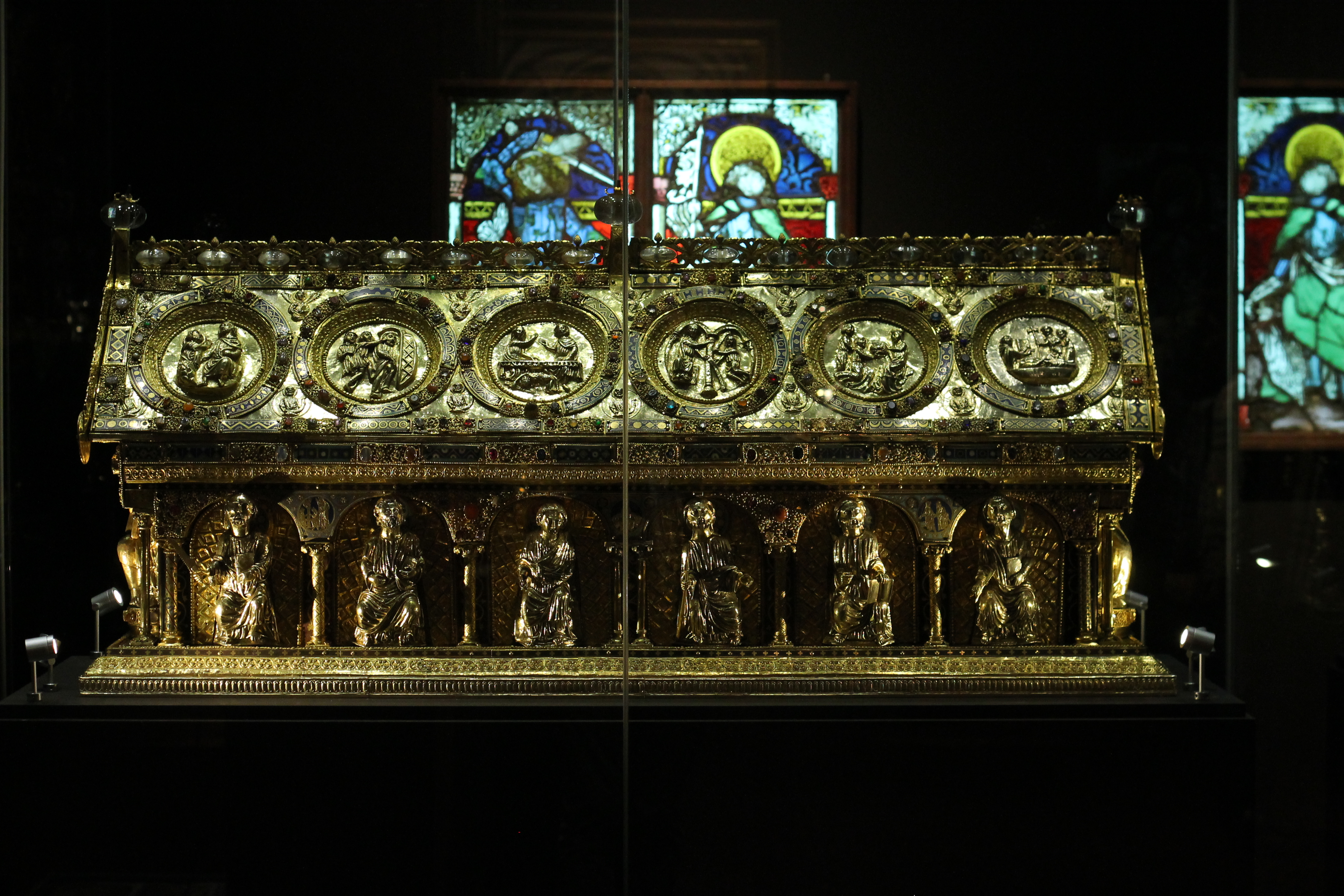
Relikviář svatého Maura, původem z opatství Florennes
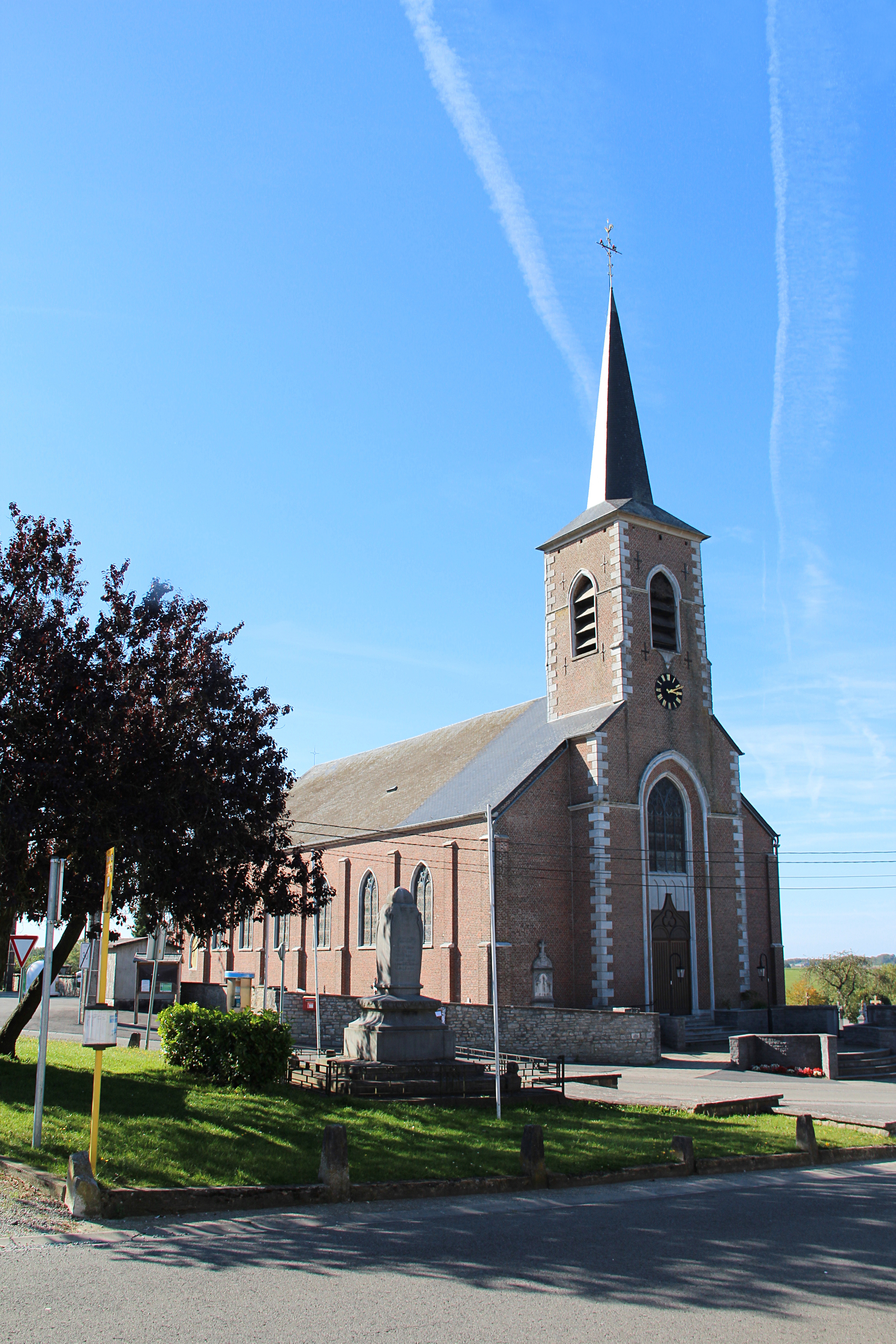
Kostel svatého Remigia